# Alcea freyniana
Alcea freyniana är en malvaväxtart som beskrevs av Modest Mikhaĭlovich Iljin. Alcea freyniana ingår i släktet stockrosor, och familjen malvaväxter. Inga underarter finns listade i Catalogue of Life.